# العلاقات الأذربيجانية الأردنية
العلاقات الأذربيجانية الأردنية هي العلاقات الثنائية التي تجمع بين أذربيجان والأردن.

## مقارنة بين البلدين
هذه مقارنة عامة ومرجعية للدولتين:
| وجه المقارنة                                              | أذربيجان        | الأردن                   |
| --------------------------------------------------------- | --------------- | ------------------------ |
| المساحة (كم2)                                             | 86.60 ألف       | 89.34 ألف                |
| عدد السكان (نسمة)                                         | 10.00 مليون     | 9.81 مليون               |
| الكثافة السكانية (ن./كم²)                                 | 115.47          | 109.81                   |
| العاصمة                                                   | باكو            | عمان                     |
| اللغة الرسمية                                             | اللغة الأذرية   | اللغة العربية            |
| العملة                                                    | مانات أذربيجاني | دينار أردني              |
| الناتج المحلي الإجمالي (بليون دولار)                      | 40.75 مليار     | 40.07 مليار              |
| الناتج المحلي الإجمالي (تعادل القوة الشرائية) بليون دولار | 171.56 مليار    | 82.80 مليار              |
| الناتج المحلي الإجمالي الاسمي للفرد دولار أمريكي          | 5.50 ألف        | 4.94 ألف                 |
| الناتج المحلي الإجمالي للفرد دولار أمريكي                 | 17.52 ألف       | 12.05 ألف                |
| مؤشر التنمية البشرية                                      | 0.751           | 0.748                    |
| رمز المكالمات الدولي                                      | +994            | +962                     |
| رمز الإنترنت                                              | .az             | .jo                      |
| المنطقة الزمنية                                           | ت ع م+04:00     | ت ع م+02:00، ت ع م+03:00 |

## مدن متوأمة
في ما يلي قائمة باتفاقيات التوأمة بين مدن أذربيجانية وأردنية:
- ترتبط باكو مع عمان باتفاقية توأمة منذ 1985.[14][14]

## منظمات دولية مشتركة
يشترك البلدان في عضوية مجموعة من المنظمات الدولية، منها:
| علم المنظمة | اسم المنظمة                               | تاريخ انضمام أذربيجان | تاريخ انضمام الأردن |
| ----------- | ----------------------------------------- | --------------------- | ------------------- |
|             | منظمة التعاون الإسلامي                    | 1991                  | ?                   |
|             | الاتحاد البريدي العالمي                   | ?                     | ?                   |
|             | يونسكو                                    | 3 يونيو 1992          | 14 يونيو 1950       |
|             | البنك الدولي للإنشاء والتعمير             | 18 سبتمبر 1992        | 29 أغسطس 1952       |
|             | وكالة ضمان الاستثمار متعدد الأطراف        | 23 سبتمبر 1992        | 12 أبريل 1988       |
|             | الاتحاد الدولي للاتصالات                  | 10 أبريل 1992         | 20 مايو 1947        |
|             | منظمة الشرطة الجنائية الدولية             | ?                     | ?                   |
|             | مؤسسة التمويل الدولية                     | 11 أكتوبر 1995        | 20 يوليو 1956       |
|             | الأمم المتحدة                             | 2 مارس 1992           | 14 ديسمبر 1955      |
|             | مؤسسة التنمية الدولية                     | 31 مارس 1995          | 4 أكتوبر 1960       |
|             | منظمة حظر الأسلحة الكيميائية              | ?                     | ?                   |
|             | المركز الدولي لتسوية المنازعات الاستشارية | 18 أكتوبر 1992        | 29 نوفمبر 1972      |

## وصلات خارجية
- موقع وزارة الخارجية الأذربيجانية
- موقع وزارة الخارجية الأردنية